# Canton de Monestier-de-Clermont
Le canton de Monestier-de-Clermont est une ancienne division administrative française située dans le département de l'Isère et la région Rhône-Alpes.

## Géographie
Ce canton était organisé autour de Monestier-de-Clermont dans l'arrondissement de Grenoble. Son altitude variait de 330 m (Saint-Martin-de-la-Cluze) à 2 341 m (Gresse-en-Vercors) pour une altitude moyenne de 947 m.

## Histoire
De 1833 à 1848, les cantons de Monestier-de-Clermont et de Vif avaient le même conseiller général. Le nombre de conseillers généraux était limité à 30 par département.

## Représentation

### Conseillers d'arrondissement (de 1833 à 1940)
| Période                                  | Période          | Identité                  | Étiquette                 | Qualité |
| ---------------------------------------- | ---------------- | ------------------------- | ------------------------- | --- |
| 1833                                     | 1848             | Laurent David (1788-1857) |                           | Notaire à Monestier-de-Clermont                                                                             |
|                                          |                  |                           |                           | |
|                                          | 1881 (démission) | M. Rigaud                 |                           | |
|                                          |                  |                           |                           | |
| av.1895                                  |                  | Marius Dumas              |                           | Maire de Monestier-de-Clermont (1878-1879 et 1884-1888), suppléant du juge de paix                          |
|                                          |                  |                           |                           | |
| 1919                                     | 1940             | Jules Rossi               | Rad. anti Front Populaire | Négociant, propriétaire à Sinard                                                                            |
| 1940                                     |                  |                           |                           | Les conseils d'arrondissement ont été suspendus par la loi du 12 octobre 1940 et n'ont jamais été réactivés |
| Les données manquantes sont à compléter. |                  |                           |                           | |

### Conseillers généraux de 1833 à 2015
| Période | Période      | Identité                                  | Étiquette    | Qualité                                                                                                 |
| ------- | ------------ | ----------------------------------------- | ------------ | --- |
| 1833    | 1842         | M. Perret                                 |              | Propriétaire à Grenoble, ancien employé de l'enregistrement                                             |
| 1842    | 1848         | Casimir Royer                             |              | Conseiller à la Cour royale Conseiller municipal de Grenoble                                            |
| 1848    | 1852         | Joseph Eymard-Duvernay                    | Républicain  | Avocat à Grenoble Député (1871-1876), Sénateur (1876-1888)                                              |
| 1852    | 1871         | Alexandre Guironnet de Massas (1801-1879) |              | Ancien inspecteur de l'enregistrement à Lyon Maire de Monestier-de-Clermont (1859-1870)                 |
| 1871    | 1880         | Joseph Eymard-Duvernay                    | Républicain  | Avocat à Grenoble Député (1871-1876), Sénateur (1876-1888)                                              |
| 1880    | 1903 (décès) | Léonce-Émile Durand-Savoyat               | Républicain  | Avocat Maire d'Autrans puis conseiller municipal de Grenoble Député (1885-1889) Sénateur (1891-1903)    |
| 1903    | 1910         | Marius Ville                              | Rad.         | Maire de Monestier-de-Clermont (1897-1908)                                                              |
| 1910    | 1938 (décès) | Henri Froment                             | Rad.         | Chef de division à la mairie de Grenoble Maire de Monestier-de-Clermont (1919-1935)                     |
| 1938    | 1940         | Marcel Cuynat                             | Rad.         | Médecin à Monestier-de-Clermont                                                                         |
|         |              |                                           |              | |
| 1945    | 1963 (décès) | Marcel Cuynat                             | Rad.         | Médecin, maire de Monestier-de-Clermont (1945-1963)                                                     |
| 1963    | 1973         | Bernard Deconinck                         | UNR puis DVD | Industriel Maire de Monestier-de-Clermont (1963-1977)                                                   |
| 1973    | 1995 (décès) | Maurice Puissat (1923-1995)               | DVG puis SE  | Maire de Miribel-Lanchâtre (1959-1995)                                                                  |
| 1995    | 2011         | Roger Pellat-Finet                        | RPR puis DVD | Chef d'entreprise Maire de Treffort                                                                     |
| 2011    | 2015         | Frédérique Puissat                        | UMP          | Cadre supérieure Maire de Château-Bernard (2001-2017) Présidente de la Communauté de Communes du Canton |

## Composition
Le canton de Monestier-de-Clermont groupait douze communes et comptait 3 908 habitants (recensement de 1999 sans doubles comptes).
| Nom                               | Code Insee | Intercommunalité         | Superficie (km2) | Population (dernière pop. légale) | Densité (hab./km2) |
| --------------------------------- | ---------- | ------------------------ | ---------------- | --------------------------------- | ------------------ |
| Monestier-de-Clermont (chef-lieu) | 38242      | CC du Trièves            | 5,45             | 1 420 (2014)                      | 261                |
| Avignonet                         | 38023      | CC du Trièves            | 8,41             | 194 (2014)                        | 23                 |
| Château-Bernard                   | 38090      | CC du Trièves            | 18,27            | 283 (2014)                        | 15                 |
| Saint-Martin-de-la-Cluze          | 38115      | CC du Trièves            | 16,26            | 676 (2014)                        | 42                 |
| Gresse-en-Vercors                 | 38186      | CC du Trièves            | 81,13            | 393 (2014)                        | 4,8                |
| Miribel-Lanchâtre                 | 38235      | Grenoble-Alpes Métropole | 9,65             | 394 (2014)                        | 41                 |
| Roissard                          | 38342      | CC du Trièves            | 14,25            | 294 (2014)                        | 21                 |
| Saint-Andéol                      | 38355      | CC du Trièves            | 29,70            | 126 (2014)                        | 4,2                |
| Saint-Guillaume                   | 38391      | CC du Trièves            | 13,33            | 271 (2014)                        | 20                 |
| Saint-Paul-lès-Monestier          | 38438      | CC du Trièves            | 13,88            | 252 (2014)                        | 18                 |
| Sinard                            | 38492      | CC du Trièves            | 10,44            | 646 (2014)                        | 62                 |
| Treffort                          | 38513      | CC du Trièves            | 10,99            | 269 (2014)                        | 24                 |

## Démographie
| 1962  | 1968  | 1975  | 1982  | 1990  | 1999  | 2006  | 2011  | 2012  |
| ----- | ----- | ----- | ----- | ----- | ----- | ----- | ----- | ----- |
| 3 591 | 2 320 | 2 217 | 2 625 | 3 417 | 3 908 | 4 594 | 4 989 | 5 066 |

## Redécoupage des cantons de l'Isère en 2015
D'après la nouvelle carte des cantons de l'Isère présentée par le préfet Richard Samuel et votée par l'Assemblée départementale de l'Isère le 23 novembre 2013, les 12 communes du canton de Monestier-de-Clermont seront rattachées au nouveau canton de Matheysine-Trièves (La Mure).